# Letheobia uluguruensis
Letheobia uluguruensis — вид змій родини сліпунів (Typhlopidae). Ендемік Танзанії.

## Поширення і екологія
Letheobia uluguruensis мешкають в горах Улугуру. Вони живуть у вологих тропічних лісах та на узліссях, трапляються на полях. Зустрічаються на висоті від 760 до 1000 м над рівнем моря. Живляться мурахами і термітами, відкладають яйця.

## Збереження
МСОП класифікує цей вид як такий, що перебуває під загрозою зникнення. Letheobia uluguruensis загрожує знищення природного середовища.